# Zamkowa Góra (Czorsztyn)
Zamkowa Góra (583 m) lub Góra Zamkowa – skaliste wzniesienie na północnym brzegu Jeziora Czorsztyńskiego w granicach miejscowości Czorsztyn, w województwie małopolskim, w powiecie nowotarskim, w gminie Czorsztyn. Na jego szczycie znajduje się Zamek Czorsztyn.
Zamkowa Góra znajduje się w Pieninach Czorsztyńskich i zbudowana jest z czerwonego wapienia amonitowego. Stanowiła doskonałe miejsce do budowy zamku obronnego, gdyż opada stromymi, skalistymi zboczami i ścianami. Jej wysokość względna nad lustrem wody w jeziorze wynosi 49–54 m, w zależności od poziomu wody. Jej wysokość nad dnem doliny Dunajca jest jednak większa (maksymalna głębokość Jeziora Czorsztyńskiego wynosi 50 m). Po wybudowaniu zapory wodnej między Pieninami Czorsztyńskimi i Pieninami Spiskimi i napełnieniu zbiornika wodą, po jej zachodniej stronie powstała zatoka Wronina, nad którą wznosi się skała Sobótka, po wschodniej stronie jest wzniesienie ze skałą Czubata Zamecka, na którym dawniej znajdowało się podzamcze.
Na Zamkowej Górze i w ruinach Zamku Czorsztyn rośnie pszonak pieniński – gatunek, który w Polsce występuje wyłącznie w Pieninach i to w kilku tylko miejscach, a jego stanowiska na Górze Zamkowej są najliczniejsze. W Zamkowej Górze (a dokładniej w należącej do jej masywu skale Sobótka) znajduje się powstała wskutek erozyjnego działania wody Dunajca jaskinia Schronisko Czorsztyńskie (obecnie pod powierzchnią wody).
Zamkowa Góra od dawna dla geologów stanowiła obiekt badań naukowych. Interesowali się nią już członkowie cesarskiej wyprawy naukowej w 1751 r., a do tej pory powstała ogromna ilość opracowań naukowych na jej temat. Po raz pierwszy jej profil geologiczny opracował Ludwik Zejszner w 1832 r. Wody Jeziora Czorsztyńskiego zalały bardzo bogate w skamieniałości najwyższe wapienne formacje i ogniwa litostratygraficzne z przełomu jury i kredy. Całkowicie została zalana skałka Halka ze środkowojurajskimi wapieniami krynoidowymi i bulastymi formacji czorsztyńskiej, pochodzącymi z okresu od środkowej do późnej jury. Stefan Myczkowski i A. Wierzbowski zdążyli zebrać z niej i zabezpieczyć amonity.
W XIX wieku stoki Zamkowej Góry częściowo zalesiono. W 1921 r. powstał na niej prywatny rezerwat Drohojewskich o powierzchni 8 ha. Obecnie Zamkowa Góra znajduje się na obszarze Pienińskiego Parku Narodowego.